# Diocesi di Victoria
La diocesi di Victoria (in latino: Dioecesis Victoriensis in Insula Vancouver) è una sede della Chiesa cattolica in Canada suffraganea dell'arcidiocesi di Vancouver. Nel 2022 contava 104.615 battezzati su 811.280 abitanti. È retta dal vescovo Gary Michael Gordon.

## Territorio
La diocesi comprende l'isola di Vancouver (Vancouver Island), le isole fuori del litorale ad ovest e le isole ad ovest della terraferma della Columbia Britannica in Canada.
Sede vescovile è la città di Victoria, la capitale della provincia della Columbia Britannica, dove si trova la cattedrale di Sant'Andrea (Saint Andrew's).
Il territorio si estende su 33.197 km² ed è suddiviso in 28 parrocchie.

## Storia
La diocesi dell'Isola di Vancouver (nota semplicemente come diocesi di Vancouver) fu eretta il 24 luglio 1846 con il breve Decet sane di papa Pio IX, ricavandone il territorio dal vicariato apostolico del Territorio dell'Oregon, contestualmente elevato al rango di sede metropolitana con il nome di arcidiocesi di Oregon City (oggi arcidiocesi di Portland), di cui la nuova diocesi divenne suffraganea.
Il 14 dicembre 1863 cedette una porzione del suo territorio a vantaggio dell'erezione del vicariato apostolico della Columbia Britannica (oggi arcidiocesi di Vancouver).
Nel 1884 il vescovo Seghers iniziò l'opera di evangelizzazione dell'Alaska, impegnandosi in prima persona come missionario in quella terra. Durante uno dei suoi viaggi, fu assassinato da un suo domestico, Frank Fuller, nei pressi di Nulato.
Il 27 luglio 1894 cedette un'altra porzione di territorio a vantaggio dell'erezione della prefettura apostolica dell'Alaska (oggi diocesi di Fairbanks).
Il 19 giugno 1903 fu elevata al rango di arcidiocesi metropolitana con la bolla Cum ex apostolico di papa Leone XIII con il nome di arcidiocesi di Vancouver; le furono assegnate come suffraganee la diocesi di New Westminster (oggi arcidiocesi di Vancouver) e il vicariato apostolico di Mackenzie (oggi diocesi di Mackenzie-Fort Smith).
Il 6 settembre 1904 assunse il nome di arcidiocesi di Victoria.
Il 19 settembre 1908 fu privata del rango arcivescovile e metropolitano ed è divenuta diocesi suffraganea dell'arcidiocesi di Vancouver.

## Cronotassi dei vescovi
Si omettono i periodi di sede vacante non superiori ai 2 anni o non storicamente accertati.
- Modeste Demers † (28 luglio 1846 - 28 luglio 1871 deceduto)
- Charles-Jean Seghers † (11 marzo 1873 - 23 luglio 1878 nominato arcivescovo coadiutore di Oregon City[1])
- Jean-Baptiste Brondel † (26 settembre 1879 - 7 aprile 1883 dimesso[2])
- Charles-Jean Seghers † (6 marzo 1884 - 28 novembre 1886 deceduto) (per la seconda volta)
- Jean-Nicolas Lemmens † (29 maggio 1888 - 10 agosto 1897 deceduto)
- Alexander Christie † (26 marzo 1898 - 4 marzo 1899 nominato arcivescovo di Oregon City)
- Bertram Orth † (24 marzo 1900 - 1904 dimesso[3])
- Alexander MacDonald † (1º ottobre 1908 - 6 giugno 1923 dimesso[4])
- Thomas O'Donnell † (23 dicembre 1923 - 27 maggio 1929 nominato arcivescovo coadiutore di Halifax[5])
- Gerald C. Murray, C.SS.R. † (30 gennaio 1930 - 18 aprile 1934 nominato vescovo di Saskatoon)
- John Hugh MacDonald † (11 agosto 1934 - 16 dicembre 1936 nominato arcivescovo coadiutore di Edmonton[6])
- John Christopher Cody † (9 dicembre 1936 - 6 aprile 1946 nominato vescovo coadiutore di London[7])
- James Michael Hill † (22 giugno 1946 - 29 marzo 1962 deceduto)
- Remi Joseph De Roo † (29 ottobre 1962 - 18 marzo 1999 ritirato)
- Raymond Olir Roussin, S.M. † (18 marzo 1999 succeduto - 10 gennaio 2004 nominato arcivescovo di Vancouver)
- Richard Joseph Gagnon (14 maggio 2004 - 28 ottobre 2013 nominato arcivescovo di Winnipeg)
- Gary Michael Gordon, dal 14 giugno 2014

## Statistiche
La diocesi nel 2022 su una popolazione di 811.280 persone contava 104.615 battezzati, corrispondenti al 12,9% del totale. 
Al censimento governativo del 2021 circa 80.000 persone si sono dichiarate cattoliche. Nella diocesi vi sono Messe celebrate in inglese, croato, francese, ungherese, coreano, polacco, portoghese, spagnolo e vietnamita, indice della presenza di comunità di diversa origine.
| anno | popolazione | popolazione | popolazione | presbiteri | presbiteri | presbiteri | presbiteri                | diaconi | religiosi | religiosi | parrocchie |
| anno | battezzati  | totale      | %           | numero     | secolari   | regolari   | battezzati per presbitero | diaconi | uomini    | donne     | parrocchie |
| ---- | ----------- | ----------- | ----------- | ---------- | ---------- | ---------- | ------------------------- | ------- | --------- | --------- | ---------- |
| 1950 | 18.000      | 150.983     | 11,9        | 45         | 27         | 18         | 400                       |         | 25        | 240       | 36         |
| 1966 | 28.000      | 290.835     | 9,6         | 55         | 31         | 24         | 509                       |         | 40        | 210       | 45         |
| 1970 | 33.000      | 333.951     | 9,9         | 54         | 31         | 23         | 611                       |         | 30        | 184       | 53         |
| 1976 | 38.000      | 381.796     | 10,0        | 45         | 22         | 23         | 844                       |         | 32        | 153       | 51         |
| 1980 | 44.300      | 447.000     | 9,9         | 47         | 23         | 24         | 942                       |         | 32        | 136       | 58         |
| 1990 | 79.000      | 493.000     | 16,0        | 43         | 25         | 18         | 1.837                     |         | 22        | 117       | 58         |
| 1999 | 90.000      | 655.249     | 13,7        | 45         | 28         | 17         | 2.000                     |         | 21        | 93        | 29         |
| 2000 | 90.000      | 655.249     | 13,7        | 44         | 28         | 16         | 2.045                     |         | 20        | 90        | 29         |
| 2001 | 90.000      | 655.249     | 13,7        | 45         | 27         | 18         | 2.000                     |         | 22        | 94        | 29         |
| 2002 | 90.000      | 705.113     | 12,8        | 40         | 25         | 15         | 2.250                     |         | 19        | 94        | 30         |
| 2003 | 90.000      | 705.113     | 12,8        | 39         | 20         | 19         | 2.307                     |         | 23        | 94        | 41         |
| 2004 | 94.465      | 693.496     | 13,6        | 37         | 22         | 15         | 2.553                     | 1       | 19        | 91        | 30         |
| 2010 | 95.920      | 704.993     | 13,6        | 45         | 30         | 15         | 2.131                     |         | 19        | 68        | 30         |
| 2014 | 99.400      | 737.000     | 13,5        | 46         | 32         | 14         | 2.160                     |         | 18        | 59        | 30         |
| 2017 | 98.295      | 762.000     | 12,9        | 42         | 31         | 11         | 2.340                     | 2       | 16        | 50        | 30         |
| 2020 | 102.150     | 791.900     | 12,9        | 37         | 28         | 9          | 2.760                     | 6       | 12        | 45        | 30         |
| 2022 | 104.615     | 811.280     | 12,9        | 31         | 22         | 9          | 3.374                     | 4       | 12        | 35        | 28         |